# Admiralitní ostrovy
Admiralitní ostrovy (anglicky Admiralty Islands) je skupina ostrovů v Bismarckově souostroví, severovýchodně od Nové Guineje v jižním Tichém oceánu. Tyto ostrovy jsou také někdy nazývány Manusovy ostrovy po největším ostrově souostroví. Dnes jsou nejmenší a nejméně zalidněnou provincií Nové Guineje, která nese název provincie Manus. Ostrovy z větší části pokrývá hustý deštný prales. Celková plocha asi 40 ostrovů je 2,1 tisíc km². Mnohé ostrovy jsou neobydlené atoly.

## Historie
Větší ostrovy v centru skupiny jsou Manus a Los Negros. Spolu s Novou Guineou, Bismarckovým souostrovím a Šalomounovými ostrovy jsou ostrovy Admirality obývány přibližně 40 000 let. První obyvatelé přišli z jihovýchodní Asie. Prvními Evropany, kteří se do blízkosti ostrovů dostali, byli španělští mořeplavci pokoušející se přeplout Tichý oceán od západu na východ, mezi něž patřili Álvaro de Saavedra Céron a Inigo Ortiz de Retez. Za objevitele ostrovů je považován holandský mořeplavec Willem Schouten v roce 1616. Název Ostrovy Admirality byl navržen anglickým mořeplavcem Philipem Carteretem v roce 1767. Od roku 1885 do 1914 byla oblast německou kolonií, součástí Německé Nové Guineje. V listopadu 1914 obsadilo ostrovy australské vojsko. Po první světové válce ostrovy patřily do Commonwealthu a Společnost národů je svěřila jako mandátní území Austrálii. Během druhé světové války ostrovy obsadili japonští vojáci, kteří přistáli na ostrově Manus dne 7. dubna 1942. V roce 1944 zde Spojenci porazili japonské okupanty během Operace Brewer.

## Současnost
V současnosti jsou ostrovy jednou z provincií Nové Guineje. Hlavní město je Lorengau na ostrově Manus, které je propojeno silnicí s letištěm na ostrově Los Negros. Jinak doprava je zde lodní. Je zde velmi malý cestovní ruch, i když okolní moře je pro potápěče atraktivní. Mořským průzkumem se zde v roce 1970 zabýval oceánolog Jacques-Yves Cousteau.